# ヨーゼフ2世 (神聖ローマ皇帝)
ヨーゼフ2世（ドイツ語: Joseph II, 1741年3月13日 - 1790年2月20日）は、神聖ローマ皇帝・ハンガリー国王・ボヘミア国王（在位：1765年 - 1790年）。実質的な女帝マリア・テレジアとその夫で正式な皇帝フランツ1世の長男。マリー・アントワネットの兄にあたる。
ハプスブルク家の男系は母マリア・テレジアまでであり、ヨーゼフ2世らの代からハプスブルク＝ロートリンゲン家となる。全名はヨーゼフ・ベネディクト・アウグスト・ヨハン・アントン・ミヒャエル・アダム・フォン・ハプスブルク＝ロートリンゲン（ドイツ語: Joseph Benedikt August Johann Anton Michael Adam von Habsburg-Lothringen）。
父フランツ1世の死後、母マリア・テレジアとともに共同統治を行う。啓蒙思想の影響を受けながら絶対主義の君主であろうともした啓蒙専制君主の代表的人物にプロイセン国王・フリードリヒ2世やロシア皇帝・エカチェリーナ2世と並んで挙げられる。その政策と思想はヨーゼフ主義と呼ばれ、その急進的改革ゆえ「民衆王」「皇帝革命家」「人民皇帝」などのあだ名がある。

## 生涯

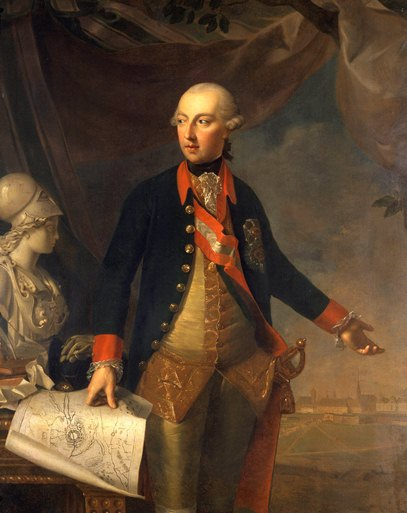
軍服姿のヨーゼフ2世

オーストリア継承戦争時に長男として生まれたため、母マリア・テレジアから非常に愛された（ヨーゼフの前には3人女児が続いていた）。
1760年、同年齢のパルマ公女マリア・イザベラと結婚し、優美な彼女を熱愛するが、1763年にイザベラは天然痘に罹病し、第2子を早産（生後2時間で死亡）した末にあえなく世を去る。絶望したヨーゼフは彼女の面影を求め、イザベラの妹マリーア・ルイーザとの結婚を熱望する（ただし姉に似ず不美人だった）が、結局1765年に、皇帝位にもついていたバイエルン選帝侯カール・アルブレヒトの娘マリア・ヨーゼファと再婚した。しかしヨーゼファには見向きもせず、1767年、ヨーゼファの死後は独身を貫いた。また、かつて母の婚約者候補だったプロイセン国王フリードリヒ2世を崇拝し、その啓蒙主義に傾倒して母を悲しませる。
また、自分より高い才能を持ち、かつマリア・イザベラを冷遇していた経緯から、姉のマリア・アンナを深く憎悪していた。
1765年、父フランツ1世の死に伴い神聖ローマ皇帝に選出される。母以上に徹底した改革を行おうとしたため、たびたび母との間で衝突が起こった。1772年、母マリア・テレジアの反対を押し切り、プロイセンやロシアとともに第1回ポーランド分割に加わって領土を広げた。しかし1778年から1779年のバイエルン継承戦争では、崇拝していたプロイセン王フリードリヒ2世と交戦することとなり、バイエルン地方への領土拡大の目論見は成功せず、イン川沿いにわずかな領土を得るにとどまった。
1780年、マリア・テレジアの死により単独統治を開始。翌1781年に農奴解放令を発布した。これは領主貴族ではなく君主による農民の直接支配を図ったものであり、フランス革命以前のヨーロッパでは、最も革命的な改革であった。また、同年に宗教寛容令を発布して、ルター派、カルヴァン派、正教会の住民に公民権上の平等を認めた。さらに教会への給付金を縮小し、教育や病人看護をしない多くの教団や修道院を解散させ、その財産を国家が掌握することで財政を富ませた。また、行政と司法の改革をして貴族の特権を廃止して弱体化させた。その他に、皇室の領地であったプラーター公園を一般市民に開放したり、小学校を多数建てたり、ウィーン総合病院を開設するなどの政策を行った。この間にかねてから憎悪していたマリア・アンナを宮廷から追放している。
このように、貴族勢力と教会の弱体化を図りつつ商工業を発達させ、富国強兵・王権強化を図ったが、その改革の多くは抵抗勢力に阻まれた。1790年、フランス革命が激化する中で病で死去した。父フランツ1世からトスカーナ大公位を継いでいた弟のレオポルト2世が代わって皇帝位を継いだ。

## 人物

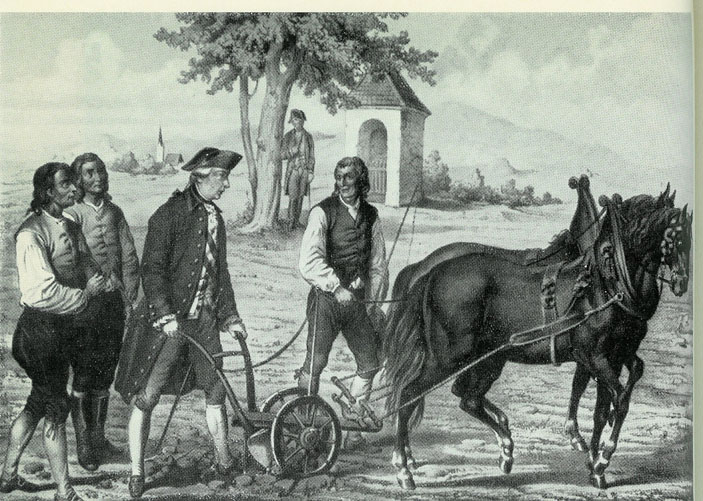
自ら農耕に従事するヨーゼフ2世。「人民皇帝」と呼ばれたヨーゼフ2世は、農民から大きな人気を獲得した。

1777年に自らフランスを訪ね、妹のマリー・アントワネット及びその夫のルイ16世と会談し、夫婦仲を取り持つことに努め、その翌年にマリーは初めて子を儲けることができた。ただ王として、改革の多くが挫折に終わったことから、母マリア・テレジアと比べてヨーゼフは否定的な評価を受けやすい。尊敬していたプロイセン国王フリードリヒ2世にも「第一歩より先に第二歩を踏み出す」と揶揄され、またヨーゼフ自ら選んだ墓碑銘は「よき意志を持ちながら、何事も果たさざる人ここに眠る」という皮肉がこもったものである。しかしヨーゼフの提示した改革理念は、いわゆる「ヨーゼフ主義思想」として、その後のオーストリアにおける改革運動に影響を与えた。後世、1848年革命の最中に即位したフランツ大公は、自由主義者をなだめるためにヨーゼフ2世の名を借りて「フランツ・ヨーゼフ1世」として即位した。

## 文化政策

ヨーゼフ2世の紋章

ヨーゼフ2世は文化の発展にも意を用い、特にイタリア人が占めていた音楽の分野では、ドイツ音楽を意識してモーツァルトを宮廷音楽家として雇っていたことでも知られる。映画『アマデウス』にも、モーツァルトの才能を認め、あるいは対立する姿が描かれている。しかし、かつて強引に謁見したレオポルトに反感を抱いていた母マリア・テレジアと宮廷から嫌われたといわれ、モーツァルトに与えられたのは冬の間舞踏会用の音楽を作曲する仕事のみで、しかも俸給は前任グルックの半額以下の800フローリンだった。ただし、現在では自由な活動を認める奨励金という性格及び当時31歳という年齢が要因であると考えられるようになっている。さらに、モーツァルトはこの役職を不満に思うどころか積極的に売り込みに利用していた。
代わりに、彼はアントニオ・サリエリを宮廷楽長として迎え入れ、自室で演奏をさせるなどしていた。
音楽だけでなく、何事に対してもドイツ的なものを強調する傾向にあった。ドイツ語を国語に定めようとし、大学の授業における言語をラテン語からドイツ語に改めさせた。ヨーゼフ2世のドイツ主義はドイツの思想家たちに注目され、多くの国家主義運動家がウィーンに最大の望みをかけた。詩人フリードリヒ・ゴットリープ・クロプシュトックはウィーンに国民的文化院の設立を計画したし、劇作家ゴットホルト・エフライム・レッシングもまた、ウィーンこそが「ドイツ人の国民劇場」を立てるのに最適な地であると考えた。ウィーンの芸術をドイツ化するために、ドイツ演劇の劇場の設立を考えた。ここでいうドイツ演劇とは純然たる演劇ではなく、ドイツ・オペラすなわちジングシュピールであった。民衆劇としてはさまざまな点で程度が低かったが、これをイタリア・オペラに対応するものにまで程度を引き上げようとした。
なお、これらのドイツ主義的な文化政策にもかかわらず、ヨーゼフ2世自身はイタリア趣味の人間だった。これらの文化政策は、ドイツ民族主義の高揚に応えたものという面もあるが、当時のフランス語やイタリア語による格調高い劇はほとんど貴族のためのものであり、採算が合わなくなってきていたことも大きな理由のひとつである。劇には言葉の普及や教育の効果もあったので、ドイツ語で行ったほうが市民も理解できて教育にもよく、入場者も増加するだろうと考えてのことであった。

## 家族

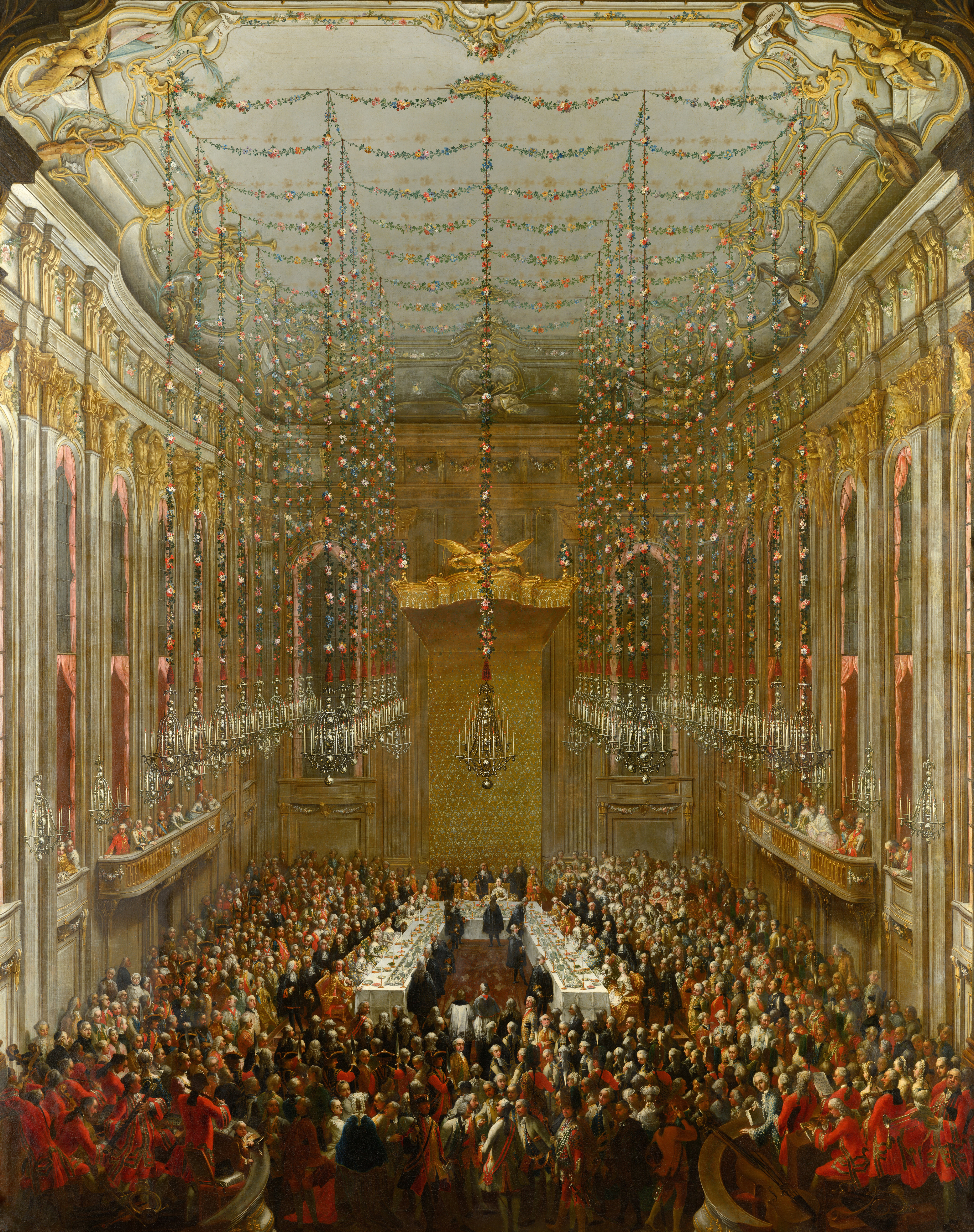
マリア・イザベラとの結婚式

- マリア・イザベラ：最初の妃（皇帝即位前に死去）。パルマ公 フィリッポの娘。
  - マリア・テレジア（1762年3月20日 - 1770年）：長女
  - マリア・クリスティーネ（1763年11月22日 ※誕生して数時間後に亡くなる）：次女
- マリア・ヨーゼファ・フォン・バイエルン：2度目の妃・皇后。神聖ローマ皇帝カール7世の娘。皇帝ヨーゼフ1世の外孫で、ヨーゼフ2世とは又従姉弟にあたる。